# ویکتوریا پاولویچ
ویکتوریا پاولویچ (انگلیسی: Viktoria Pavlovich؛ زادهٔ ۸ مهٔ ۱۹۷۸) یک بازیکن تنیس روی میز اهل بلاروس است. 
وی در مسابقات کشوری و بین‌المللی در مجموع برنده ۳ مدال طلا، ۴ مدال نقره، ۵ مدال برنز شده‌است.